# Olympische Sommerspiele 2008/Synchronschwimmen
Bei den Olympischen Sommerspielen 2008 in Peking wurden im Synchronschwimmen zwei Wettbewerbe für die Damen ausgetragen, eine im Duett und eine mit der Mannschaft. Eine Mannschaft bestand aus neun Sportlerinnen. Teilnehmen durften insgesamt acht Mannschaften und 24 Duette, wobei jede Nation jeweils nur ein Duett und eine Mannschaft an den Start schicken konnte. Es qualifizierten sich für den Mannschaftswettbewerb die Siegerinnen der fünf kontinentalen Ausscheidungswettkämpfe 2007 und 2008, wobei die Volksrepublik China als Repräsentant Asiens galt. Hinzu kamen die besten drei Nationen eines Qualifikationsturniers im April 2008 in Peking. Schickte einer der Kontinente keinen Vertreter, rückten die nächstplatzierten Teams dieses Qualifikationsturniers nach. Die für den Mannschaftswettbewerb qualifizierten Nationen durften jeweils auch ein Duett nominieren, wobei beide Athletinnen auch der Mannschaft angehören mussten. Die weiteren 16 Startplätze wurden ebenfalls bei dem Qualifikationsturnier vergeben, wobei jeder Kontinent ein zusätzliches Duett sicher hatte.

## Wettbewerbe und Zeitplan
Legende zum nachfolgend dargestellten Wettkampfprogramm:
|  | Qualifikationswettkämpfe |  | Medaillenentscheidungen |

| Zeitplan der Wettbewerbe | Zeitplan der Wettbewerbe | Zeitplan der Wettbewerbe | Zeitplan der Wettbewerbe | Zeitplan der Wettbewerbe | Zeitplan der Wettbewerbe | Zeitplan der Wettbewerbe | Zeitplan der Wettbewerbe |
| Wettbewerb               | August                   | August                   | August                   | August                   | August                   | August                   | Entscheidungen           |
| Wettbewerb               | 18.                      | 19.                      | 20.                      | 21.                      | 22.                      | 23.                      | Entscheidungen           |
| ------------------------ | ------------------------ | ------------------------ | ------------------------ | ------------------------ | ------------------------ | ------------------------ | ------------------------ |
| Duett                    |                          |                          |                          |                          |                          |                          | 1                        |
| Gruppe                   |                          |                          |                          |                          |                          |                          | 1                        |

## Bilanz

### Medaillenspiegel
| Platz | Land     | Gold | Silber | Bronze | Gesamt |
| ----- | -------- | ---- | ------ | ------ | ------ |
| 1     | Russland | 2    | —      | —      | 2      |
| 2     | Spanien  | —    | 1      | 1      | 2      |
| 3     | Japan    | —    | 1      | —      | 1      |
| 4     | China    | —    | —      | 1      | 1      |

### Medaillengewinner
| Konkurrenz | Gold | Silber | Bronze |
| ---------- | --- | --- | --- |
| Duett      | Anastassija Dawydowa & Anastassija Jermakowa | Andrea Fuentes & Gemma Mengual | Saho Harada & Emiko Suzuki                                                                                |
| Gruppe     | RusslandAnastassija Dawydowa Anastassija Jermakowa Marija Gromowa Natalja Ischtschenko Elwira Chassjanowa Olga Kuschela Swetlana Romaschina Anna Schorina Jelena Owtschinnikowa | SpanienAlba María Cabello Raquel Corral Andrea Fuentes Thaïs Henríquez Laura López Gemma Mengual Irina Rodríguez Paola Tirados Gisela Morón | ChinaGu Beibei Jiang Tingting Jiang Wenwen Liu Ou Luo Xi Sun Qiuting Wang Na Zhang Xiaohuan Huang Xuechen |

## Duett
| Platz | Land | Sportlerinnen                                  | Punkte |
| ----- | ---- | ---------------------------------------------- | ------ |
| 1     | RUS  | Anastassija Dawydowa Anastassija Jermakowa     | 99,251 |
| 2     | ESP  | Andrea Fuentes Gemma Mengual                   | 98,334 |
| 3     | JPN  | Saho Harada Emiko Suzuki                       | 97,167 |
| 4     | CHN  | Jiang Tingting Jiang Wenwen                    | 96,334 |
| 5     | USA  | Christina Jones Andrea Nott                    | 95,500 |
| 6     | CAN  | Marie-Pierre Boudreau-Gagnon Isabelle Rampling | 95,084 |
| 7     | ITA  | Beatrice Adelizzi Giulia Lapi                  | 93,751 |
| 8     | UKR  | Darja Juschko Ksenija Sydorenko                | 92,668 |

Datum Finale: 20. August 2008, 15:00 Uhr

## Mannschaft
| Platz | Land | Sportlerinnen | Punkte |
| ----- | ---- | --- | ------ |
| 1     | RUS  | Anastassija Dawydowa Anastassija Jermakowa Marija Gromowa Natalja Ischtschenko Elwira Chassjanowa Olga Kuschela Swetlana Romaschina Anna Schorina Jelena Owtschinnikowa | 99,500 |
| 2     | ESP  | Alba María Cabello Raquel Corral Andrea Fuentes Thaïs Henríquez Laura López Gemma Mengual Irina Rodríguez Paola Tirados Gisela Morón                                    | 98,251 |
| 3     | CHN  | Gu Beibei Jiang Tingting Jiang Wenwen Liu Ou Luo Xi Sun Qiuting Wang Na Zhang Xiaohuan Huang Xuechen                                                                    | 97,334 |
| 4     | CAN  | Marie-Pierre Boudreau-Gagnon Jessika Dubuc Marie-Pierre Gagné Dominika Kopcik Éve Lamoureux Tracy Little Élise Marcotte Jennifer Song                                   | 95,668 |
| 5     | USA  | Brooke Abel Janet Culp Kate Hooven Christina Jones Andrea Nott Annabelle Orme Jillian Penner Kim Probst                                                                 | 95,334 |
| 5     | JPN  | Ai Aoki Saho Harada Naoko Kawashima Hiromi Kobayashi Erika Komura Ayako Matsumura Emiko Suzuki Masako Tachibana                                                         | 95,334 |
| 7     | AUS  | Eloise Amberger Coral Bentley Sarah Bombell Myriam Glez Érika Leal Ramírez Tarren Otte Samantha Reid Bethany Walsh                                                      | 82,167 |
| 8     | EGY  | Reem Abdalazem Aziza Abdelfattah Hagar Badran Dalia El-Gebaly Shaza El Sayed Youmna Khallaf Mai Mohamed Nouran Saleh                                                    | 80,833 |

Datum Finale: 23. August 2008, 15:00 Uhr
Russland holte zum dritten Mal in Folge Gold, für Gastgeber China war die Bronzemedaille die erste Medaille in dieser Disziplin.